# Campeonato de Francia de Rugby 15 1920-21
El Campeonato de Francia de Rugby 15 1920-21 fue la 25.ª edición del Campeonato francés de rugby, la principal competencia del rugby galo.
El campeón del torneo fue el equipo de Perpignan quienes obtuvieron su segundo campeonato.

## Desarrollo

### Primera fase
|  | Périgueux          | - | Bayonne            | 0 - 5  |  |
|  | SA Bordeaux        | - | Le Havre AC        | 9 - 0  |  |
|  | Toulon             | - | Perpignan          | 5 - 21 |  |
|  | Saint-Gaudens      | - | Agen               | 12 - 0 |  |
|  | Cognac             | - | Stadoceste tarbais | 0 - 20 |  |
|  | Olympique de Paris | - | Lorrain            | 21 - 3 |  |
|  | Béziers            | - | Grenoble           | 6 - 3  |  |
|  | SBUC               | - | Stade Nantais      | -      |  |
|  | Racing Paris       | - | FC Lyon            | 22 - 0 |  |
|  | Dax                | - | Rocherfort         | 32 - 0 |  |
|  | AS Bayonne         | - | Poitiers           | 8 - 0  |  |
|  | Brive              | - | Toulouse           | 0 - 9  |  |

### Segunda fase
|  | Stadoceste tarbais | - | Sa Bordeaux        | -     |  |
|  | Racing Paris       | - | Saint-Gaudens      | 6 - 0 |  |
|  | US Perpignan       | - | Olympique de Paris | -     |  |
|  | Toulouse           | - | AS Bayonne         | -     |  |
|  | Bayonne            | - | Béziers            | 6 - 0 |  |
|  | SBUC               | - | Dax                | 4 - 0 |  |

### Fase de grupos

#### Grupo A
| Equipo   | Puntos   |
| -------- | -------- |
| Toulouse | 6 puntos |
| Tarbes   | 4 puntos |
| Bayonne  | 2 puntos |

#### Grupo B
| Equipo          | Puntos   |
| --------------- | -------- |
| Perpignan       | 6 puntos |
| Racing Club     | 4 puntos |
| Stade Bordelais | 2 puntos |

### Final
| 17 de abril de 1921 | Perpignan | 5 - 0 | Toulouse | Stade de Sauclières, Beziers |  |

| Bandera de Francia |
| Campeón Perpignan  |
| Segundo título     |